# Paraphacosomoides curvipes
Paraphacosomoides curvipes là một loài bọ cánh cứng trong họ Bọ hung (Scarabaeidae).